# Maria Zankovețka
Maria Kosteantînivna Adasovska (în ucraineană Марія Костянтинівна Адасовська; n. 23 iulie/4 august 1854, Zankî, județul Nejîn⁠(d), Malorossia⁠(d), Imperiul Rus – d. 4 octombrie 1934, Kiev, RSS Ucraineană, URSS), cunoscută sub pseudonimul Maria Zankovețka (în ucraineană Марія Заньковецька), a fost o actriță de teatru ucraineană. A fost prima persoană decorată cu titlul onorific Artist al Poporului din Ucraina⁠(d) (din RSS Ucraineană, pe atunci), în 1922.

## Biografie
Maria s-a născut în satul Zankî, județul (uezdul) Nejîn⁠(d), Gubernia Cernigov⁠(d), Imperiul Rus (actualmente Ucraina) în familia unui nobil împovărat financiar, proprietarul de pământ Kosteantîn Adasovskîi, și a soției sale Maria Nefedova. A fost cel de-al șaptelea copil în familie. A învățat la un pansion particular din orașul Cernihiv.
La 11 mai (S.N. 23 mai) 1875, Maria Adasovska s-a căsătorit cu ofițerul (căpitan) Oleksii Antonovîci Hlîstov și s-a mutat temporar cu traiul în Basarabia, la Bender. Căsnicia a durat până la 29 februarie (S.N. 12 martie) 1888, când cuplul a divorțat din cauza infidelității soției.
În 1876, ea a apărut pentru prima dată pe scena Teatrului din Nijîn. Cariera profesională a început la 27 octombrie 1882, la Teatrul orășenesc din Elizavetgrad (actualmente Kropîvnîțkîi) sub conducerea lui Marko Kropîvnîțkîi. Primul ei rol a fost Natalka din piesa Ivan Kotlearevskîi „Natalka Poltavka”. Mai târziu, a făcut parte din trupele de actori ale lui Marko Kropîvnîțkîi, Mîhailo Starîțkîi⁠(d), Mîkola Sadovskîi și Panas Saksahanskîi. Numele de scenă Zankovețka a fost derivat din denumirea satului natal, Zankî. Repertoriul actriței a cuprins peste 30 de roluri. Practicând în registrul mezzosopranei, a interpretat cântece populare ucrainești.
Zankovețka a pledat pentru deschiderea la Nijîn a unui teatru de stat permanent. În 1918, a organizat propria trupă de teatru popular „Trupa ucraineană sub conducerea M. Zankovețka”, unde a jucat alături de actori precum Borîs Romanîțkîi, Andrii Rotmîrov și alții. Grupul a pus pe scenă piese ca „Natalka Poltavka”, „Hetman Doroșenko”, „Aza țiganca”. În semn de recunoaștere a meritelor sale, în iunie 1918 hatmanul Ucrainei⁠(d) Pavlo Skoropadskîi⁠(d) a promulgat o rezoluție adoptată de Consiliul de Miniștri privind alocarea unei pensii de stat pe viață pentru Zankovețka.
În 1922, aniversarea a 40 de ani de carieră artistică a Mariei Zankovețka a fost organizată în Ucraina cu mult fast. Ea a fost prima persoană din Ucraina căreia i-a fost acordat titlul onorific de Artist al Poporului.
Zankovețka a murit la 4 octombrie 1934. A fost înmormântată la cimitirul Baikove⁠(d) din Kiev. Piatra de mormânt a fost confecționată de sculptorul sovietic ucrainean Iuhîm (Efim) Bilostoțkîi⁠(d).

## Roluri de teatru
| Imagine indisponibilă                  |  | Imagine indisponibilă                       |
| Zankovețka în rolul „Țvirkunkăi”, 1892 |  | Zankovețka pe scenă, carte poștală din 1905 |

Printre rolurile sale de teatru se numără:
- 1882 – Natalka („Natalka Poltavka”, Ivan Kotlearevskîi)
- 1882 – Halea („Nazar Stodolea⁠(d)”, Taras Șevcenko)
- 1882 – Țvirkunka („Ciornomorțî⁠(d)”, Mîkola Lîsenko, libretto de Mîhailo Starîțkîi)
- 1883 – Olena („Hlîtai, abo j pavuk”, Marko Kropîvnîțkîi)
- 1887 – Harîtîna („Naimîcika⁠(d)”, Ivan Karpenko-Karîi)
- 1889 – Katrea („Ne sudîlosea”, Mîhailo Starîțkîi)
- 1891 – Aksiușa („Pădurea⁠(d)”, Aleksander Ostrovski)
- 1892 – Aza („Aza țiganca”, Mîhailo Starîțkîi)
- Iarina („Nevolnîk”, Taras Șevcenko)
- Sofia („Beztalanna⁠(d)”, Ivan Karpenko-Karîi)

## Filmografie
- 1909 – Natalka Poltavka (Natalka)
- 1923 – Ostap Bandura⁠(d) (mama)

## Recunoaștere
La 15 august 2004, Banca Națională a Ucrainei⁠(d) a emis o monedă comemorativă dedicată lui Zankovețka, cu valoarea nominală de 2 hrivne. Pe reversul monedei este ilustrat portretul actriței. Tot în 2004, Ukrpoșta⁠(d) a emis un timbru dedicat ei.
La 4 august 2014, când s-au împlinit 160 de ani de nașterea Mariei Zankovețka, Google i-a dedicat un „doodle⁠(d)” – un desen pe pagina principală.

Piatra de mormânt la cimitirul Baikove
Monument în Kiev
Monument în Nijîn
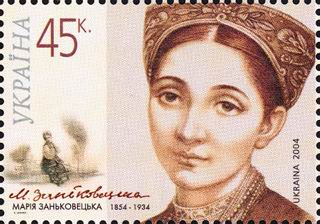
Timbru ucrainean din 2004
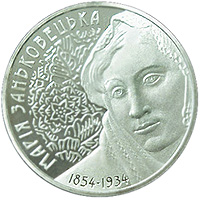
Monedă comemorativă ucraineană din 2004